# Ulrich Oevermann (Soziologe)
Ulrich Oevermann (* 28. Februar 1940 in Heilbronn; † 11. Oktober 2021 in Bern) war ein deutscher Soziologe und Hochschullehrer. Von 1977 bis zur Emeritierung 2008 war er Inhaber des Lehrstuhls für Soziologie und Sozialpsychologie an der Johann Wolfgang Goethe-Universität in Frankfurt am Main. Er begründete die objektive Hermeneutik.

## Leben
Oevermann studierte von 1960 bis 1966 Soziologie, Philosophie, Psychologie und Geschichte an den Universitäten Freiburg im Breisgau, München, Heidelberg, Mannheim und Frankfurt am Main. Nach Studienjahren bei M. Rainer Lepsius war er ab September 1964 als Assistent bei Jürgen Habermas am Lehrstuhl für Philosophie und Soziologie der Universität Frankfurt tätig.
Durch die Publikation Begabung und Lernen kam Oevermann 1968 zunächst an das Max-Planck-Institut für Bildungsforschung in Berlin. Zugleich lehrte er als Honorarprofessor in Frankfurt am Main. 1977 wurde Oevermann auf den Lehrstuhl für Soziologie und Sozialpsychologie am Institut für Grundlagen der Gesellschaftswissenschaften der Frankfurter Universität berufen. 2008 wurde Oevermann emeritiert. Im Wintersemester 2009/2010 erhielt er die Luhmann-Gastprofessur der Fakultät für Soziologie der Universität Bielefeld. Er starb im Oktober 2021 im Alter von 81 Jahren in Bern.

## Positionen und Forschungsschwerpunkte
Ulrich Oevermann entwickelte seit 1969 im Rahmen seiner sozialisationstheoretischen und familiensoziologischen Forschungen die Methode der objektiven Hermeneutik. Seit seiner Berufung nach Frankfurt auf eine Professur für Soziologie mit dem Schwerpunkt Sozialpsychologie (1970) war er darum bemüht, diese Methode und die aus ihr ableitbaren Verfahren auf vielen Gegenstandsgebieten zu erproben und mit Datentypen aus den Sozial-, Kultur- und Geisteswissenschaften zu konfrontieren. Dieser Prozess kann seit ca. 1994 als abgeschlossen gelten. Seitdem bemühte er sich intensiv um eine Umsetzung dieser Methode in die klinische Soziologie und Sozioanalyse.
Oevermanns Forschungs- und Arbeitsschwerpunkte waren neben der Familiensoziologie und Sozialisationsforschung die Theorie der Professionalisierung, die Rekonstruktion von Deutungsmustern und Habitusformationen, die Sprach- und Wissenssoziologie sowie die Soziologie der Religiosität. Forscher, die nach der Methodologie der Objektiven Hermeneutik arbeiten, gründeten 1992 – gemeinsam mit Oevermann – die Arbeitsgemeinschaft Objektive Hermeneutik in der Rechtsform eines Vereins. Der als gemeinnützig anerkannte Verein dient der Förderung hermeneutischer Sozialforschung.

## Mitgliedschaften
- Institut für hermeneutische Sozial- und Kulturforschung e. V., Vorsitzender
- Mitbegründer der Arbeitsgemeinschaft Objektiver Hermeneutik e. V.
- Wissenschaftlicher Beirat des Netzwerk Grundeinkommen, deutsche Organisation des Basic Income Earth Network (BIEN) für ein Bedingungsloses Grundeinkommen[5]

## Veröffentlichungen (Auswahl)
- Schichtenspezifische Formen des Sprachverhaltens und ihr Einfluß auf die kognitiven Prozesse. In: Heinrich Roth (Hrsg.): Begabung und Lernen. Ergebnisse und Folgerungen neuer Forschungen. 7. Auflage. Klett, Stuttgart 1971, ISBN 3-12-926840-5, S. 297–356.
- Sprache und soziale Herkunft. Ein Beitrag zur Analyse schichtenspezifischer Sozialisationsprozesse und ihrer Bedeutung für den Schulerfolg. Suhrkamp, Frankfurt am Main 1972, ISBN 3-518-00519-7; 5. Auflage 1983: ISBN 978-3-518-10519-1.
- Die Kunst der Mächtigen und die Macht der Kunst. Untersuchungen zu Mäzenatentum und Kulturpatronage. Herausgegeben gemeinsam mit Johannes Süßmann u. Christine Tauber. Akademie Verlag, Berlin 2007, ISBN 978-3-05-004223-7.
- Theoretische Skizze einer revidierten Theorie professionellen Handelns. In: Arno Combe & Heinrich Helsper (Hrsg.): Pädagogische Professionalität. Untersuchungen zum Typus pädagogischen Handelns. 2. Auflage. Suhrkamp, Frankfurt am Main 1996, ISBN 978-3518288306, S. 70–182.